# Dům Na Můstku
Dům Na Můstku (nebo také Administrativní budova ČKD) je komerční a administrativní budova na spodním čele Václavského náměstí, na rohu ulic Na příkopě a Na Můstku. Vystavěna byla mezi lety 1976 až 1983 dopravním podnikem hl. m. Prahy pro generální ředitelství podniku ČKD po vzniku stanice metra Můstek, z níž se jeden východ nachází v této budově. Za architektonickým návrhem stáli manželé Alena Šrámková a Jan Šrámek, budova je považována za začátek postmoderní architektury na území Česka. Vlastníkem je německá firma GSCD, s.r.o., jíž vlastní Friedrich Georg Knapp. Dům byl v roce 1992 Ministerstvem kultury ČR prohlášen kulturní památkou.

## Historie

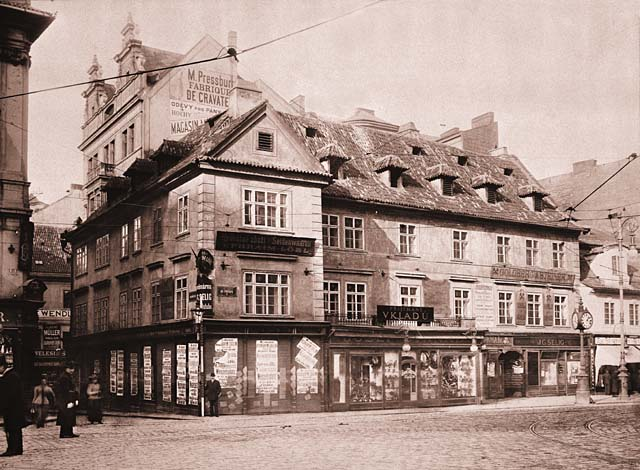
Třípatrové stavení, které se nacházelo v lokaci Domu Na Můstku do roku 1902, kdy bylo zbořeno

Zasypaný úsek příkopu v úseku nynějšího domu byl zastavěn v průběhu 15. století. Na nároží u vyústění můstku na Koňský trh stál dům zvaný Sklenářovský. Až do 19. století měl dům barokní podobu. Hradební příkop u Havelské brány existoval ještě v roce 1900, přes hradby na parkán přesahovaly dva domy po obou stranách brány. Majitelka Anna z Rusheimu v roce 1902 nechala dům zbořit.
Třípatrovou novostavbu projektoval a do roka postavil František Buldra. Dům poté získali Felix Lenhart a obchodník s hedvábím Efraim Löbl. Plán na přístavbu 4. patra a rozsáhlou adaptaci objektu ve 20. letech nebyl realizován. Ve 30. letech byly provedeny konstruktivistické úpravy, které navrhli Ladislav Machoň a Zdeněk Pešánek, v přízemí vznikla kavárna Edison. Roku 1973 byla Buldrova stavba zbořena, čímž se na čas otevřel průhled z Václavského náměstí na Staré Město.

### Dům Na Můstku
V roce 1983 zde byl dostavěn Dům Na Můstku. V roce 2003 proběhla pod dohledem architektky Aleny Šrámkové jeho velká rekonstrukce, při níž se měnila nejnižší patra pro maloobchodní účel.  Od roku 2010 je zde prodejna oblečení New Yorker.

## Stavební podoba
Dům Na Můstku je ocelová skeletová stavba na půdorysu L s betonovými stropy vyrůstající ze skeletu stanice metra Můstek. Budova je čtyřpatrová v hlavní fasádě sedmiosá (ul. Na příkopě), na boční osmiosá (ulice Na Můstku) a lomená fasáda v ulici Provaznická je desetiosá. Poslední patro je postaveno na krakorcích, které jsou vysunuty nad ulicí Na Můstku. Budovu zakončuje asymetricky umístěna nadstavba s restaurací, hodinami a vzduchotechnikou. Fasády jsou obložené kamennými deskami. V přízemí jsou tři obdélné otvory do vstupní haly. Ve druhém až čtvrtém podlaží jsou obdélná okna bez příček. Levé nároží je zdobené do výše třetího podlaží vertikálním okenním pásem, který kryje abstraktní skleněná plastika od českého výtvarníka Vladimíra Kopeckého.
Po rekonstrukci v roce 2003 byl přesunut východ z metra do ulice Provaznické. Byla vytvořena nová vertikální komunikace výstavbou eskalátorů mezi přízemím, prvním a druhým patrem obchodu.